# Diana Lebacs
Diana Melinda Lebacs (Curaçao, 12 september 1947 – Willemstad (Curaçao), 11 juli 2022) was een Curaçaos auteur, die zowel in het Papiamentu als het Nederlands schreef. Voor het jeugdboek Nancho van Bonaire ontving ze als eerste niet-Europese in 1976 een Zilveren Griffel. Lebacs was ook zangeres, actrice en vertaalster. Haar vroegste uitgaven voorzag zij ook zelf van illustraties.

## Biografie
Lebacs had een Curaçaos-Indonesische vader en een Surinaamse moeder. Thuis werd er Nederlands gesproken, omdat haar ouders niet met elkaar in het Sranan of Maleis konden communiceren, ze kenden elkaars cultuur niet. Met haar grootmoeder sprak Diana Papiaments. Diana Lebacs volgde de middelbare school op Curaçao en koos vervolgens voor de Kweekschool, waar ze in 1966 haar onderwijzersakte haalde. In 2011 behaalde ze de graad Master of Education aan de Universiteit van Curaçao met als afstudeerrichting Papiamentu.
Dertien jaar stond ze voor de klas. In 1967 trouwde ze met onderwijzer, toneelschrijver en filmregisseur Pacheco Domacassé (1941-2022). Het paar kreeg twee kinderen.
Lebacs speelde een belangrijke rol bij de groei van de Nederlands-Antilliaanse jeugdliteratuur (Sherry, het begin van een begin en Suikerriet Rosy gelden als moderne klassiekers), en in het toneelwezen op Curaçao. Daarnaast zong ze in de groep The Teenage Shadows. Ze legde zich tevens toe op de vervaardiging van lesmateriaal in het Papiaments.
In 2003 was zij de eerste winnaar van de PBCCG Cultuurprijs voor het Caribisch deel van het Koninkrijk. In 2007 werd ze benoemd tot Ridder in de Orde van Oranje-Nassau. In 2012 ontving zij de Tapushi di oro.
In oktober 2017 nam zij als genodigde uit Curaçao deel aan de Caraïbische Letterendag Junior in Amsterdam, georganiseerd door de Werkgroep Caraïbische Letteren, het grootste festival van Caraïbische kinderboekenschrijvers ooit georganiseerd in Nederland.
Lebacs overleed na een kort ziekbed op 74-jarige leeftijd in een hospice in Willemstad.

## Werken

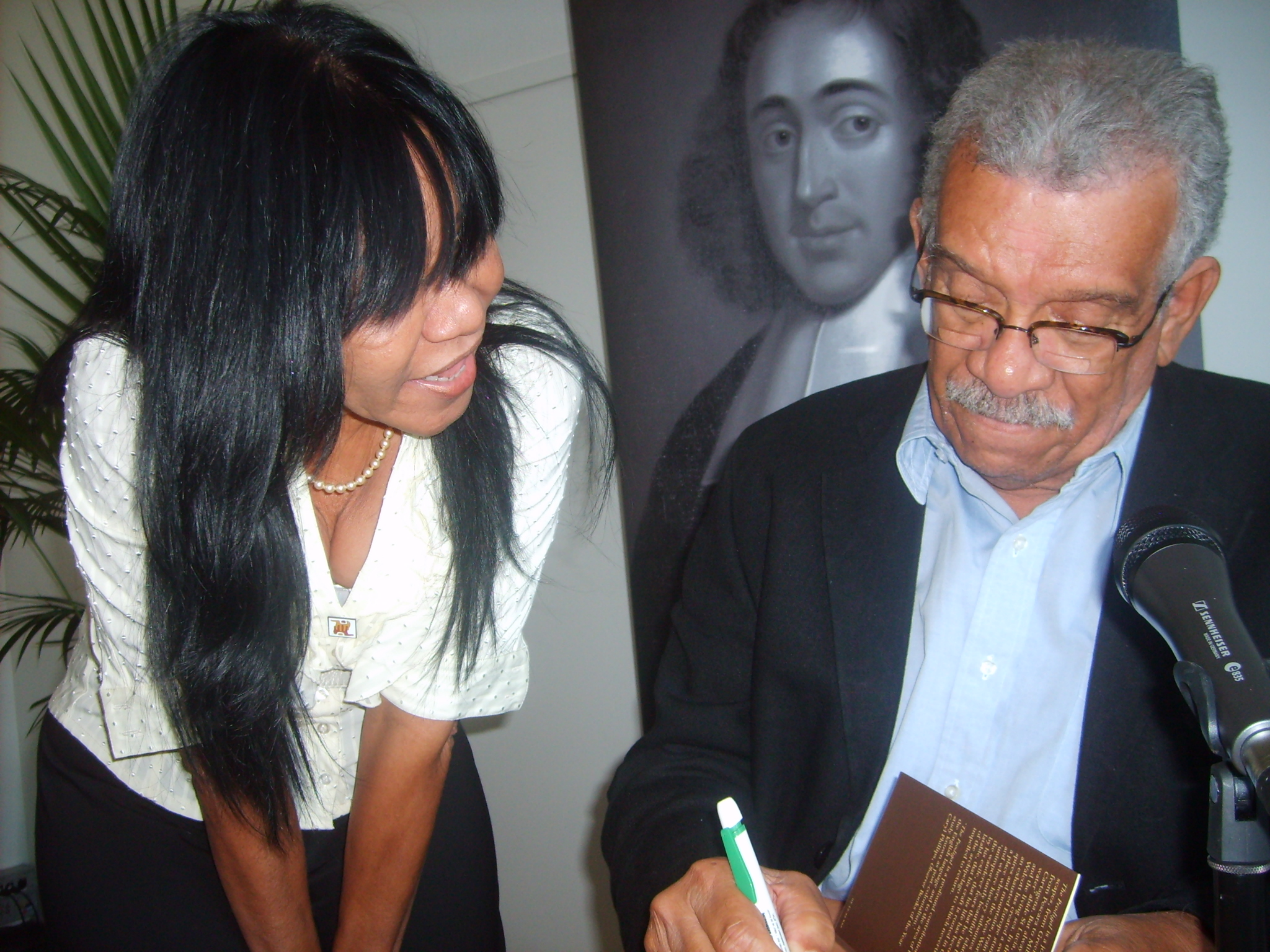
Diana Lebacs met Nobelprijswinnaar Derek Walcott na een masterclass bij de Werkgroep Caraïbische Letteren, 19 mei 2008

- Sherry, het begin van een begin (1971)
- Nancho van Bonaire (1975) (Zilveren Griffel)
- Nancho matroos (1977)
- Nancho niemand (1979)
- Nancho kapitein (1982)
- Suikerriet Rosy (1983)
- De Spokenband (1985)
- Het witte licht (1986)
- Lichten boven Klein Bonaire (1990)
- Robin en de reuze-robot (1992)
- De langste maand (1994) (roman)
- Caimins geheim (2002) (tweetalig jeugdboek)
- Fula fula (2005)
- Waar is Olivier?/Unda Olivier ta? (digitaal prentenboek)
- Ubuntu (2010)
- Belumbe/De waterlijn (2014) (dichtbundel)
- Duizend leugens bruidstaart (2017) (roman)
- Grandesa di amistat (2018)
- Dame van de avond en het berouw van Benaro (2022) (roman) 176 blz. Uitgeverij In de Knipscheer, Haarlem. ISBN 978-94-93214-24-8
- Pasenshi/Geduld (2022, postuum) (viertalig prentenboek )

## Over Diana Lebacs
- Jos Staal, 'Diana Lebacs.' In: Lexicon jeugdliteratuur. Den Haag: Martinus Nijhoff, oktober 1985, pp. 1-4.
- Harry Theirlynck,  Van Maria tot Rosy. Over Antilliaanse literatuur. Leiden: Caraïbische Afdeling Koninklijk Instituut voor Taal-, Land- en Volkenkunde, 1986.
- Marita de Sterck, 'Diana Lebacs.' In: Schrijver gezocht. Tielt: Lannoo/ Van Holkema & Warendorf, 1988, pp. 215-216.
- Wim Rutgers, 'Hoofdstuk 5. Diana Lebacs.' In: Bon dia! Met wie schrijf ik?. Oranjestad: Charuba, 1988.
- Ruth Koeiman, Lezen over Diana Lebacs. Den Haag: Nederlands Bibliotheek en Lectuur Centrum, 1991.
- Joke Linders, Jos Staal, Herman Tromp, Jacques Vos, 'Diana Lebacs.' In: Het ABC van de jeugdliteratuur: in 250 schrijversportretten van Abkoude naar Zonderland. Den Haag: Martinus Nijhoff, 1995, pp. 304-305.
- Mieke Oosthout, Schrijven vanuit de kracht van het volk: over de boeken van Diana Lebacs. Gouda: Oosthout, 2002.
- 'Diana Lebacs.' In: Encyclopedie van de jeugdliteratuur. Utrecht/Groningen: De Fontein Jeugd/ Wolters-Noordhoff, 2004, p. 207.